# Condado de Mayo
El condado de Mayo (del irlandés: Contae Maigh Eo) es uno de los condados tradicionales de Irlanda. Está situado en la costa oeste de la república, es el tercero más grande de los treinta y dos que forman el país. Se encuentra en la provincia de Connacht. La capital de Mayo es Castlebar y su punto más alto es el Cnoc Maol Réidh (814 m). En la provincia se encuentra la localidad de Knock, famosa por su santuario, uno de los monumentos más visitados de Irlanda, lugar sagrado en la religión católica por las apariciones de la Virgen María; actualmente se le conoce como la Lourdes irlandesa.

## División administrativa
- An Baile Gaelach
- Baile an Droichid
- Balla
- Ballina
- Ballindine
- Ballinrobe
- Ballycastle
- Ballyhaunis
- Bangor Erris
- Béal an Mhuirthead
- Belcarra
- Bellavary
- Bohola
- Bunnyconnelan West
- Castlebar
- Charlestown - Bellahy
- Claremorris
- Cong
- Crossmolina
- Doohooma
- Foxford
- Gob an Choire
- Keel - Dooagh
- Kilkelly
- Killala
- Kilmaine
- Kiltimagh
- Knock
- Lahardane
- Louisburgh
- Mulranny
- Newport
- Shrule
- Swinford
- Turlough
- Westport

## Demografía
| Gráfica de evolución de Condado de Mayo entre 2011 y 2022 |
|                                                           |